# Röntgen equivalent man
Pour les articles homonymes, voir REM.
Le röntgen equivalent man (symbole rem) est une ancienne unité de mesure pour la dose équivalente et la dose efficace. 
Il est maintenant officiellement obsolète dans le Système international d'unités, ayant été remplacé en 1979 par le sievert (symbole Sv), mais reste très utilisé aux États-Unis et au Canada.

## Définition
Le rem a été initialement défini comme la dose de rayonnements ionisants ayant les mêmes effets sur la santé qu'une dose d'un rad de rayons X.
Par rapport aux unités du Système international, on a :
1 rem = 0,01 Sv = 10 mSv
1 Sv = 100 rem
1 mSv = 0,1 rem
Des doses supérieures à 100 rem reçues sur une courte période sont susceptibles de provoquer un syndrome d'irradiation aiguë (SIA), pouvant entraîner la mort en quelques semaines en l'absence de traitement. Il convient de noter que les quantités mesurées en rem n'ont pas été conçues pour être corrélées aux symptômes du SIA. La dose absorbée, mesurée en rad, est un meilleur indicateur du SIA.

## Historique
Le rem s'est initialement appelé le reb (acronyme de röntgen equivalent biological), puis a été renommé en 1950 pour éviter d'éventuelles confusions avec une autre unité utilisée à l'époque (le rep, pour röntgen equivalent physical, prédécesseur du rad). 
Le terme a été définitivement adopté après la publication en 1955 des premières recommandations de la Commission internationale de protection radiologique.
Pendant longtemps, le rem est resté l'unité de référence pour la définition des normes de radioprotection. En 1979, il devint progressivement obsolète en Europe, après avoir été remplacé par le sievert lors de la 16e Conférence générale des poids et mesures, sur proposition de l'ICRU et de la CIPR,.
L’utilisation du rem aux États-Unis est « vivement déconseillée » par le National Institute of Standards and Technology américain. Néanmoins, cet usage est encore très courant, que ce soit dans les laboratoires, l'industrie ou même les textes réglementaires, et est donc largement toléré.